# Heliconius boulleti
Heliconius boulleti är en fjärilsart som beskrevs av Heinrich Neustetter 1928. Heliconius boulleti ingår i släktet Heliconius och familjen praktfjärilar. Inga underarter finns listade i Catalogue of Life.